# 비부피
비부피(영어: specific volume)는 열역학에서 물질의 질량당 부피의 비율이며, 밀도({\displaystyle \rho })
의 역수(reciprocal)이다. SI 단위계에서 비부피는 어떤 물질의 1 킬로그램이 차지하는 세제곱 미터로 정의된다. 표준 단위는 세제곱미터 매 킬로그램 {\displaystyle \left({\text{m}}^{3}/{\text{kg}}\right)}이다.
{\displaystyle \nu ={\frac {V}{m}}=\rho ^{-1}}
이상기체의 비부피는 기체 상수(R)에 온도의 곱을 압력과 몰 질량의 곱으로 나눈 값과 같다
{\displaystyle PV={nRT}}이고 {\displaystyle n={\frac {m}{M}}} 이므로
{\displaystyle \nu ={\frac {V}{m}}={\frac {RT}{PM}}}
일반적으로 물질의 비부피는 {\displaystyle {\frac {{\text{m}}^{3}}{\text{kg}}}}, {\displaystyle {\frac {{\text{ft}}^{3}}{\text{lb}}}}, {\displaystyle {\frac {{\text{ft}}^{3}}{\text{slug}}}}, {\displaystyle {\frac {\text{mL}}{\text{g}}}} 과 같은 단위들로 표현된다.

## 응용
일반적으로 비부피는 다음 물리량을 계산하는데 쓰인다.
- 몰부피
- 부피 (열역학)
- 부분 몰부피

부피가 변할 수 있는, 특정한 양의 산소 기체 원자가 들어있는 밀폐된 챔버를 생각해보다. 다음의 네 가지 경우를 생각하자,
- 만약 기체의 유출입 없이 챔버가 작아지면 밀도는 증가하고 비부피는 감소한다.
- 만약 기체의 유출입 없이 챔버가 팽창하면 밀도는 감소하고 비부피는 증가한다.
- 챔버의 크기는 일정하게 유지되면서 새로운 기체 원자가 주입되면, 밀도는 증가하고 비부피는 감소한다.
- 챔버의 크기는 일정하게 유지되면서 새로운 기체 원자가 유출되면, 밀도는 감소하고 비부피는 증가한다.

비부피는 물질의 성질으로, 어떤 물질 1 kg이 차지하는 m3의 양으로 정의된다. 표준 단위는 m3/kg 또는 m3·kg−1이다.

## 친숙한 물질의 비부피 표
아래 표는 친숙한 물질의 비부피의 값이다. 0 °C (273.15 K, 32 °F) 및 1 기압 (101.325 kN/m2, 101.325 kPa, 14.7 psia, 0 psig, 30 in Hg, 760 torr)의 표준온도와 압력을 가지는 상태의 값이다.
| 물질 이름   | 밀도    | 비부피  |
| 물질 이름   | (kg/m3) | (m3/kg) |
| ----------- | ------- | ------- |
| 공기        | 1.225   | 0.78    |
| 얼음        | 916.7   | 0.00109 |
| 액체 물     | 1000    | 0.00100 |
| 소금물      | 1030    | 0.00097 |
| 수은        | 13546   | 0.00007 |
| R-22*       | 3.66    | 0.273   |
| 암모니아    | 0.769   | 1.30    |
| 이산화 탄소 | 1.977   | 0.506   |
| 염소        | 2.994   | 0.334   |
| 수소        | 0.0899  | 11.12   |
| 메테인      | 0.717   | 1.39    |
| 질소        | 1.25    | 0.799   |
| 수증기*     | 0.804   | 1.24    |

* 표시된 값은 위의 표준상태에서의 값이 아니다.

## 같이 보기
- 비중량